# Marianne Flynner
Marianne Gunilla Flynner Hedmalm, född Flynner 16 september 1954 i Stockholm, är en svensk sångerska.
Under 1980-talet reste hon med rocktåget och sjöng i kör med bland andra Roxette och Eva Dahlgren.
Hon bodde åtta år i Kalifornien och gick sedan i Adolf Fredriks musikskola.
I USA influerades hon av countrymusik. Under andra halvan av 1993 kom hennes första album med egna låtar, Country Girl, som gick in på 47:e plats på den svenska albumlistan. 1994 kom det andra, Tic-Tac Time, och 1996 det tredje - Sagt och gjort. Dessa album innehöll akustisk, countryinspirerad folkviserock.
1995 hade hon tillsammans med Susanne Alfvengren och Åsa Jinder en hit med "Det är nu!", en fotbollslåt åt de svenska damerna inför VM samma år i Sverige.
Den 4 januari 1997 prövade melodin "Den sista december" in till Svensktoppen, men kom inte in på listan.
En annan berömd låt är "Hennes ögon" från 1996, skriven av Lotta Ahlin. Låten skickades in till Melodifestivalen 1996 men blev inte uttagen. Låten blev inspelad som cover av Jill Johnson 1998.
Efternamnet är taget av hennes far som beundrade skådespelaren Errol Flynn.

## Diskografi

### Album
- Country Girl - 1993
- Tic-Tac Time - 1994
- Sagt och gjort - 1996